# Tipula naviculifer
Tipula naviculifer är en tvåvingeart som beskrevs av Alexander 1920. Tipula naviculifer ingår i släktet Tipula och familjen storharkrankar. Inga underarter finns listade i Catalogue of Life.